# Patryk Walczak (tancerz)
Patryk Walczak – pierwszy tancerz Polskiego Baletu Narodowego.
Edukację artystyczną rozpoczął w roku 2001 w Ogólnokształcącej Szkole Baletowej im. Romana Turczynowicza w Warszawie. Podczas kształcenia zdobył pierwsze wyróżnienia, w tym I Nagrodę na XV Ogólnopolskim Konkursie Tańca w Gdańsku w kategorii średniej chłopców (2007), I Nagrodę w następnej, XVI edycji gdańskiego konkursu w kategorii starszej chłopców (2009) oraz Nagrodę Publiczności III Międzynarodowego Konkursu Baletowego "Złote Pointy" w Szczecinie.
W 2010 pod kierunkiem pedagoga Henryka Jeża zakończył szkołę oraz zdobył w Szczecinie Tytuł Najlepszego Absolwenta Szkół Baletowych w Polsce. W tym samym roku został także tancerzem Polskiego Baletu Narodowego, w którym kolejno awansuje na stanowiska koryfeja (2012), solisty (2014), pierwszego solisty (2018) i pierwszego tancerza (2022). W okresie pracy zawodowej otrzymał m.in. Teatralną Nagrodę Muzyczną im. Jana Kiepury dla najlepszego tancerza klasycznego za kreację roli Armanda Duvala w Damie kameliowej Johna Neumeiera oraz Nagrodę im. Cypriana Kamila Norwida za kreację roli Księcia Alberta w Giselle.
Karierę zakończył 28 czerwca 2025 występem w tytułowej roli w balecie Prometeusz Krzysztofa Pastora.
Prywatnie od 2019 jest mężem Mari Żuk, pierwszej solistki PBN.

## Kreacje sceniczne
Opracowano na podstawie źródła
Balet - Choreograf / Realizator (Rola)

### Repertuar klasyczny
- Bajadera - Natalia Makarowa (Solor, Złoty Bożek, Pas d'action)
- Don Kichot - Alexei Fadeyechev (Basilio, Espada)
- Dziadek do orzechów - Toer van Schayk, Wayne Eagling (Książę, Dziadek do Orzechów, Solista Walca Kwiatów, Brat Klary, Książę Magicznej Latarni)
- Giselle - Maina Gielgud (Książę Albert)
- Jezioro łabędzie - Krzysztof Pastor (Carewicz Niki, Huzar Wołkow, Porucznik Polski)
- Korsarz - Manuel Legris (Konrad)
- Śpiąca królewna - Juri Grigorowicz (Książę Désiré, Błękitny Ptak

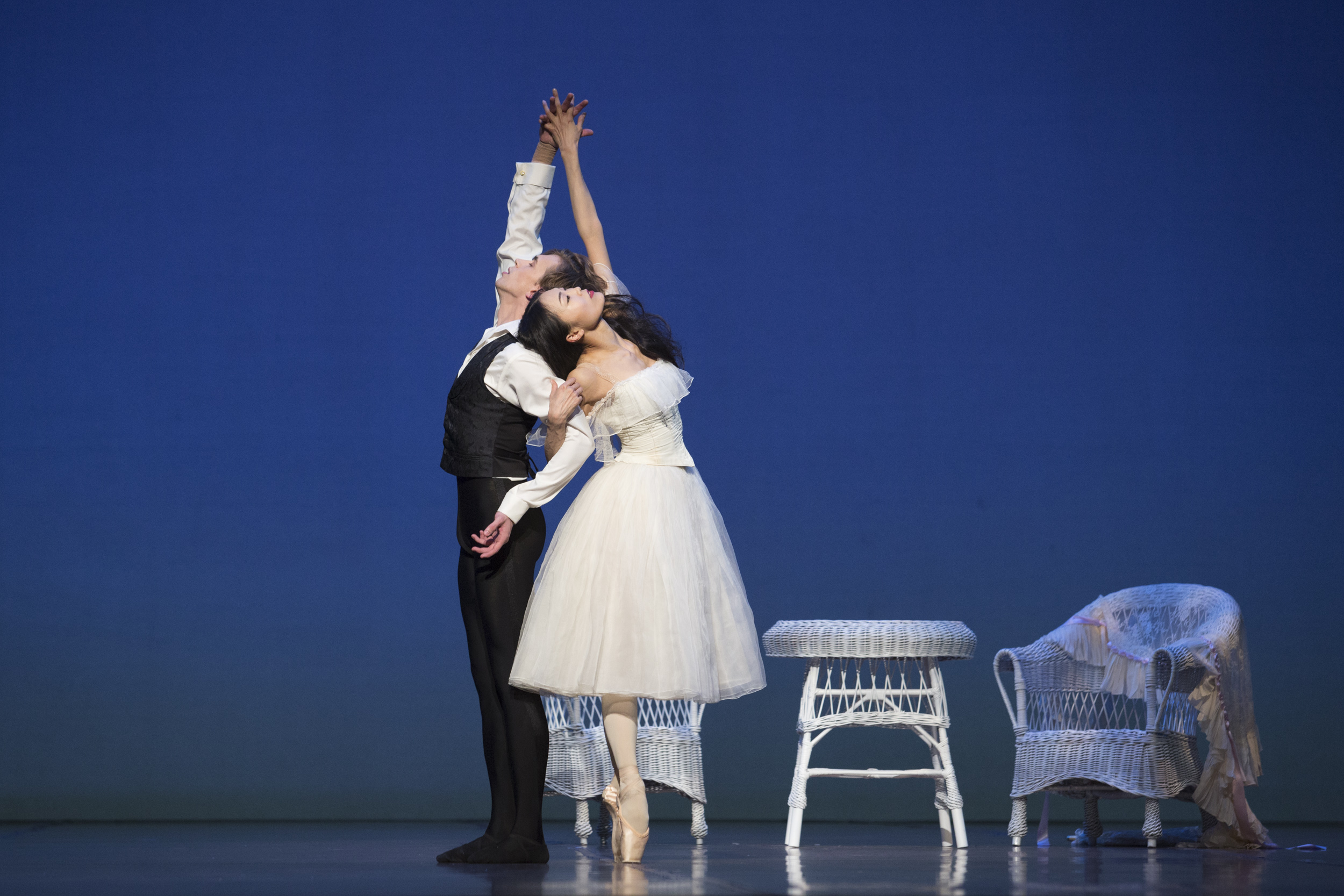
Dama kameliowa Johna Neumeiera: Yuka Ebihara i Patryk Walczak

### Arcydzieła XX wieku
- Chopiniana - Michaił Fokin (Poeta)
- Dama kameliowa - John Neumeier (Armand Duval)
- Grosse Fuge - Hans van Manen (Para 1)
- Kopciuszek - Frederic Ashton (Błazen, Przyjaciel Księcia)
- Mayerling - Kenneth MacMillan (Arcyksiążę Rudolf, Węgierski Oficer)
- Msza polowa - Jiři Kylián (Solista)
- Poskromienie złośnicy - John Cranko (Lucentio, Pas de six)
- Przypowieść sarmacka - Conrad Drzewiecki (Wacław)
- Romeo i Julia - Krzysztof Pastor (Romeo, Benvolio)
- Sen nocy letniej - John Neumeier (Filostrat-Puk, Lizander)
- Siódma symfonia - Toer van Schayk (Solista)
- Syn Marnotrawny - George Balanchine (Służący)
- Święto wiosny - Maurice Béjart (Młody Mężczyzna)
- Święto wiosny - Wacław Niżyński / Millicent Hodson (Młodzieniec)
- Zielony stół - Kurt Jooss (Młody żołnierz)

### Balety współczesne
- II Koncert skrzypcowy Szymanowskiego - Jacek Przybyłowicz (Solista)
- Adagio&Scherzo - Krzysztof Pastor (Duety 2 i 3)
- Bolero - Krzysztof Pastor (Mężczyzna)
- Burza - Krzysztof Pastor (Ariel, Ferdinand)
- Casanova w Warszawie - Krzysztof Pastor (Hrabia Tomatis, Campioni)
- Chroma - Wayne McGregor (Solista)
- Do Not Go Gentle... - Krzysztof Pastor (Nasz, Złowrogi)
- Kilar Concerto - Krzysztof Pastor (Solista)
- Koncert e-mol Chopina - Liam Scarlett (Solista 1)
- Moving Rooms - Krzysztof Pastor (Duet 1)
- Na pięciolinii - Jacek Tyski (Skrzypce)
- Peer Gynt - Edward Clug (Peer Gynt)
- Prometeusz - Krzysztof Pastor (Prometeusz)
- Toccata - Krzysztof Pastor (Solista)

### Repertuar koncertowy
- Dziadek do orzechów - Pas de deux - Lew Iwanow
- Jezioro Łabędzie - Adagio - Lew Iwanow
- Korsarz - Pas de deux - Marius Petipa
- Korsarz - Pas d'esclave  - Marius Petipa
- Kurt Weill - Srebrne Jezioro - Krzysztof Pastor
- Satanella - Pas de deux - Marius Petipa
- Śpiąca królewna - Pas de deux - Marius Petipa
- Toccata - Krzysztof Pastor
- Tristan i Izolda - Krzysztof Pastor